# Vendetta - ersguterjunge Sampler 2
Vendetta - ersguterjunge Sampler 2 è il secondo Sampler album dell´etichetta ersguterjunge. Lo pubblicò il rapper tedesco Bushido verso la fine del 2006.

## Tracce
CD 1
1. Intro - (Bushido)
2. Vendetta - (Chakuza, Eko Fresh & Bushido)
3. Centercourt - (Baba Saad)
4. Bist du bereit ? - (Bizzy Montana & D-Bo)
5. Spotlight - (Nyze)
6. Ich pack dich am schopf - (Bushido feat. Summer Cem)
7. V wie Vendetta - (Chakuza)
8. Der Pate - (Baba Saad & Nyze)
9. Träne aus Blut - (Bizzy Montana & Bushido)
10. Was sein muss, muss sein - (Eko Fresh)
11. Fliegen - (Chakuza & Bizzy Montana)
12. Schicht im Schacht - (Summer Cem)
13. Hustle & Flow - (Bizzy Montana)
14. Korrekt - (Nyze, Bushido & Baba Saad)
15. Was ist das ? - (D-Bo)
16. Was soll das sein ? - (Nyze & Chakuza)
17. Eine nummer für sich - (Bushido)
18. Outro

CD 2
1. Blut, Herz, Ehre & Stolz – (Nyze & D-Bo)
2. Der bruchteil einer minute – (Bushido, Chakuza & Eko Fresh)
3. Nichts wert - (Nyze)
4. Ich fliege über rap - (D-Bo)